# Gework Sahakian
Gework Sahakian, także Geworg Sahakjan (orm. Գեւորգ Սահակյան; ur. 15 stycznia 1990 w Wagharszapat) – ormiański i od 2016 roku polski zapaśnik startujący w stylu klasycznym. Brązowy medalista mistrzostw świata w 2018 i 2021. Wicemistrz Europy w 2019; piąty w 2018. Złoty medalista wojskowych MŚ z 2014 i brązowy w 2013. Ósmy w Pucharze Świata w 2012 i dziesiąty w 2014. Trzeci na ME juniorów w 2010. Pierwszy na mistrzostwach Polski w 2022 i trzeci w 2023 roku.